# Runverket
Runverket är en del av Riksantikvarieämbetet med ansvar för rådgivning och samordning av vårdinsatser på runstenar och för publicering av Sveriges runinskrifter. 

## Verksamhet
Egentligen är Runverket en benämning på det stora korpusverket Sveriges runinskrifter, som initierades i början av 1880-talet av riksantikvarie Hans Hildebrand (1842-1913) och började utkomma år 1900. Senare har detta blivit en populär benämning på den arbetsgrupp hos Riksantikvarieämbetet som arbetar med runinskrifter, med tolkning, dokumentation och med rådgivning kring vård av runstenar och runhällar.
Runverkets fortsatta existens ansågs vara hotad av akademiska forskare i början på 2000-talet. Detta föranledde 2007 en debatt mellan dessa och den dåvarande riksantikvarien Inger Liliequist. Runverket består sedan 2009 av fem personer.

## Runstensvård
Åtgärder på runstenarna är uppdelade så att imålning av runor görs av Runverket eftersom imålningen kräver runologisk kompetens och materialkännedom, så att inte färg som skadar stenen eller som är omöjlig att ta bort används. Imålning görs i samband med att stenen är nyligen rengjord. Däremot är praktiska vård- eller konserveringsinsatser i fält något som länsstyrelserna beslutar om (de är tillståndsgivande myndighet) och endast länsstyrelserna får beställa åtgärder, som till exempel rengöring, av externa entreprenörer, detta enligt Kulturmiljölagen, (KML), 2. kap., 7§. Vården av runstenarna, och då i synnerhet rengöring och imålning, sker i nära samarbete mellan Riksantikvarieämbetet och länsstyrelserna.

## Runologer knutna till Runverket 1882-2008
Information från Antikvarisk-topografiska arkivet, Vitterhetsakademien och Riksantikvarieämbetet.
- Fil lic Sten Boije af Gennäs (1852-1936), verksam 1883-1885.
- Professor Sven Söderberg (1849-1901), verksam från 1884.
- Fil dr Erik Brate (1857-1924), verksam från 1887.
- Professor Elias Wessén (1889-1981), verksam från 1924.
- Fil dr Hugo Jungner (1881-1940), verksam från 1933.
- Fil dr Ragnar Kinander (1893-1964)
- Professor Sven B. F. Jansson (1906-1987), verksam från 1936.
- Fil lic Elisabeth Svärdström (1909-2008), verksam från 1940.
- Hedersdoktor Helmer Gustavson (1938-2018), verksam från 1968.
- Professor Jan Paul Strid (1947-2018)
- Fil dr Thorgunn Snaedal (f. 1948)
- Fil dr Marit Åhlén (f. 1951)
- Fil kand Jan Axelson (1960-2019)
- Fil dr Patrik Larsson (f. 1970)
- Fil dr Magnus Källström (f. 1964)

## Tryckt litteratur
- Svärdström, Elisabeth, 1971: Runorna och runverket. Föredrag vid Fornminnesavdelningens informationssammankomst 23.4.1971. Riksantikvarieämbetet, Småskrifter och särtryck 18. Stockholm.
- Wessén, Elias, 1952:  svenska runverket. Ett 350-årsminne. Fornvännen 47. Stockholm.